# Izan Guevara
Izan Guevara Bonnin (Palma de Mallorca, 28 juni 2004) is een Spaans motorcoureur. In 2022 werd hij wereldkampioen in de Moto3.

## Carrière
Guevara maakte zijn internationale motorsportdebuut in 2019 in de European Talent Cup, waarin hij debuteerde bij het team Cuna de Campeones op een Honda. Tijdens het seizoen behaalde hij zes opeenvolgende overwinningen: twee op het Circuit Ricardo Tormo Valencia, een op het Circuit de Barcelona-Catalunya, twee op het Motorland Aragón en een op het Circuito Permanente de Jerez. Met 186 punten werd hij overtuigend kampioen in de klasse. Aan het eind van het jaar debuteerde hij in het Spaanse Moto3-kampioenschap op een KTM in de seizoensfinale op Valencia, waarin hij beide races buiten de top 20 finishte.
In 2020 debuteerde Guevara als fulltime coureur in de Spaanse Moto3 bij het Aspar Team op een KTM. Daarnaast reed hij dat jaar ook in de FIM MotoGP Rookies Cup. In de Spaanse Moto3 kende hij een moeilijke start, maar stond hij in de laatste acht races op het podium, waaronder vijf overwinningen op Aragón (driemaal), Jerez en Valencia. Met 196 punten werd hij kampioen in de klasse. In de Rookies Cup miste hij het eerste raceweekend en behaalde hij zijn beste klasseringen met vierde plaatsen op Aragón en Valencia. Hij eindigde als negende in het klassement met 72 punten.
In 2021 stapte Guevara over naar de Moto3-klasse van het wereldkampioenschap wegrace, waarin hij voor Aspar uitkwam op een GasGas. Hij kende een goed debuutseizoen en tegen het einde van het jaar wist hij in Texas zijn eerste Grand Prix te winnen. Met 125 punten werd hij achtste in het klassement.
In 2022 bleef Guevara in de Moto3 voor Aspar op een GasGas rijden. In de seizoensopener in Qatar behaalde hij zijn eerste pole position in de klasse. Gedurende het seizoen won hij races in Spanje, Catalonië, Duitsland, Aragón, Japan en Australië. In Australië werd hij gekroond tot kampioen.

## Statistieken

### Grand Prix

#### Per seizoen
| Seizoen | Klasse | Motor      | Team                        | Races | Winst | Podiums | Poles | SR | Ptn | Pos |
| ------- | ------ | ---------- | --------------------------- | ----- | ----- | ------- | ----- | -- | --- | --- |
| 2021    | Moto3  | GasGas     | GasGas Aspar Team           | 18    | 1     | 1       | 0     | 4  | 125 | 8e  |
| 2022    | Moto3  | GasGas     | GasGas Aspar Team           | 20    | 7     | 12      | 5     | 2  | 319 | 1e  |
| 2023    | Moto2  | Kalex      | GasGas Aspar Team           | 18    | 0     | 0       | 0     | 0  | 20  | 22e |
| 2024    | Moto2  | Kalex      | CFMoto Aspar Team           | 20    | 0     | 1       | 0     | 0  | 69  | 17e |
| 2025*   | Moto2  | Boscoscuro | Blu Cru Pramac Yamaha Moto2 | 13    | 0     | 0       | 0     | 0  | 62  | 14e |
| Totaal  | Totaal | Totaal     | Totaal                      | 89    | 8     | 14      | 5     | 6  | 595 |     |

#### Per klasse
| Klasse | Seizoenen  | 1e GP          | 1e podium      | 1e winst       | Races | Winst | Podiums | Poles | SR | Ptn | Kampioen |
| ------ | ---------- | -------------- | -------------- | -------------- | ----- | ----- | ------- | ----- | -- | --- | -------- |
| Moto3  | 2021-2022  | Qatar 2021     | Amerika's 2021 | Amerika's 2021 | 38    | 8     | 13      | 5     | 6  | 444 | 1        |
| Moto2  | 2023-heden | Amerika's 2023 | Maleisië 2024  |                | 51    | 0     | 1       | 0     | 0  | 151 | 0        |
| Totaal | 2021-heden | 2021-heden     | 2021-heden     | 2021-heden     | 89    | 8     | 14      | 5     | 6  | 595 | 1        |

#### Races per jaar
(vetgedrukt betekent pole positie; cursief betekent snelste ronde)
| Jaar | Klasse | Motor      | 1       | 2      | 3       | 4      | 5       | 6       | 7       | 8       | 9      | 10      | 11     | 12      | 13     | 14     | 15      | 16     | 17     | 18      | 19     | 20      | 21  | 22  | Pos | Ptn |
| ---- | ------ | ---------- | ------- | ------ | ------- | ------ | ------- | ------- | ------- | ------- | ------ | ------- | ------ | ------- | ------ | ------ | ------- | ------ | ------ | ------- | ------ | ------- | --- | --- | --- | --- |
| 2021 | Moto3  | GasGas     | QAT 7   | DOH 6  | POR 24  | SPA 11 | FRA 14  | ITA 17  | CAT DNF | DUI 10  | NED 12 | STI 14  | OOS 8  | GBR 4   | ARA 4  | SMR 12 | AME 1   | EMI 12 | ALG 5  | VAL 7   |        |         |     |     | 8   | 125 |
| 2022 | Moto3  | GasGas     | QAT 8   | INA 2  | ARG DNF | AME 7  | POR 5   | SPA 1   | FRA 3   | ITA 2   | CAT 1  | DUI 1   | NED 2  | GBR DNF | OOS 7  | SMR 3  | ARA 1   | JPN 1  | THA 5  | AUS 1   | MAL 12 | VAL 1   |     |     | 1   | 319 |
| 2023 | Moto2  | Kalex      | POR     | ARG    | AME 21  | SPA 22 | FRA 22  | ITA 18  | DUI DNF | NED DNF | GBR 21 | OOS 13  | CAT 25 | SMR DNF | IND 13 | JPN 14 | INA 21  | AUS 6  | THA 9  | MAL DNF | QAT 23 | VAL DNF |     |     | 22  | 20  |
| 2024 | Moto2  | Kalex      | QAT DNF | POR 22 | AME 20  | SPA 12 | FRA 10  | CAT DNF | ITA 8   | NED 19  | DUI 13 | GBR 20  | OOS 12 | ARA DNF | SMR 21 | EMI 13 | INA DSQ | JPN 10 | AUS 16 | THA 6   | MAL 3  | SOL 7   |     |     | 17  | 69  |
| 2025 | Moto2  | Boscoscuro | THA 16  | ARG 15 | AME 5   | QAT 22 | SPA DNF | FRA DNF | GBR 5   | ARA 11  | ITA 7  | NED DNF | DUI 8  | TSJ 6   | OOS 9  | HON    | CAT     | SMR    | JPN    | INA     | AUS    | MAL     | POR | VAL | 14* | 62* |

* Seizoen nog bezig.